# Drawn from Life
Drawn from Life je kolaborativní studiové album anglického hudebníka Briana Ena a německého hudebníka J. Petera Schwalma. Vydáno bylo 15. května roku 2001 společností Opal Records. Kromě dvou hlavních hudebníků se na desce podílelo několik dalších, včetně kytaristy Lea Abrahamse, zpěvačky Laurie Anderson či Enových dcer (Irial a Darla).

## Seznam skladeb
1. From This Moment – 1:21
2. Persis – 7:41
3. Like Pictures Part 1 – 1:20
4. Like Pictures Part 2 – 5:48
5. Night Traffic – 8:19
6. Rising Dust – 7:44
7. Intenser – 5:23
8. More Dust – 6:01
9. Bloom – 7:10
10. Two Voices – 3:59
11. Bloom – 7:07

## Obsazení
- Brian Eno – performer
- J. Peter Schwalm – performer
- Leo Abrahams – kytara
- Laurie Anderson – hlas
- Nell Catchpole – smyčce, hlas
- Holger Czukay – diktafon (IBM)
- Heiko Himmighoffen – perkuse
- Lynn Gerlach – hlas
- Irial Eno – hlas
- Darla Eno – hlas
- Michy Nakao – hlas